# Édit du Plessis-Macé
C'est au  Plessis-Macé (autrefois appelé Plessix-Macé) qu'eut lieu la signature du dernier des trois documents unissant la Bretagne et la France  le 21 septembre 1532.
Cet édit garantit les droits, libertés et privilèges de la Bretagne, texte annoncé dans l'édit d'union et rendu nécessaire par la révocation qui est faite dans ce dernier des textes précédents :
- les impôts doivent être octroyés par les États ;
- la taxe sur les boissons ou « billots » ne pourra être affectée qu'aux fortifications dudit pays ;
- la justice doit être « entretenuë en la forme et manière accoustumée » :
  - maintien des « Parlement, Conseil, Chancellerie, Chambre des Comptes, assemblée des Estats les barres et juridictions ordinaires »,
  - les Bretons doivent être jugés en Bretagne, hormis en appel ;
- respect de l'indult de Bretagne, selon lequel les bénéfices ecclésiastiques ne peuvent être donnés qu'à des bretons ou des proches du Prince ;
- confirmation de « tous les autres privilèges dont ils ont chartres anciennes et jouissance immémoriale » ;
- l'édit est « chose ferme et stable à tousjours », c'est-à-dire perpétuel.

L'avant dernière clause amène les États, en 1534, à « faire ung livre et dyal » pour enregistrer ces chartes, à les faire valider en 1579 par Henri II, à rappeler dans chaque échange avec les rois et leurs représentants des chartes plus ou moins pertinentes au sujet.

## Le texte de l'édit confirmant les privilèges et coutumes de Bretagne
« François, par la grâce de Dieu, roi de France, père légitime, administrateur et usufructaire des biens de notre très-cher et très-aimé fils le dauphin, duc et propriétaire des pays et duché de Bretagne (...). Nous confirmons, nous ratifions et approuvons tous ès chacun des dits privilèges, exemptions, franchises et libertés à eux octroiez et concède, comme dit est, par nos prédécesseurs ducs de Bretagne, et pareillement au fait et administration de la justice, villes, lieux et communautez d'iceux pays et duché ; voulant que d'iceux ils jouissent doresnavant cy-après perpétuellement et à toujours (...), réservé toutes fois ce que les gens même des dits États nous pourront requérir être réformé ou mué pour le bien, profit et utilité du pays (...) Car cy-après, comme par cy-devant aucune somme de deniers ne pourra être imposée, si préalablement n'a été demandée aux États d'iceluy pays, et par eux octroyé. Les deniers provenant des billots [ droits sur les boissons ] seront siablement employés aux fortifications des villes et placés fortes dudit pays, d'autant plus que ledit billot fut mis sus principalement à cause des dites réparations, qui revient à grande charge et foule du pauvre peuple. La justice sera maintenue en la forme et manière accoutumée, c'est à savoir le parlement, conseil et chancellerie, chambre des comptes, assemblée des États, les juridictions dudit pays ; et les sujets d'y-celuy n'en seront tirés hors, soit en première instance, soit autrement, fors aux ressortissants par appel à Paris. Moyennant l'union faite dudit duché de Bretagne avec la couronne de France, à la requête des dits États, aucun préjudice ne sera fait de l'indult d' iceluy pays, qui porte que nul non originaire ne pourra avoir ni obtenir bénéfices audit pays, sans avoir sur ce lettres du prince, et qu'icelles lettres ne soient hallées à gens étrangers, ni autres, sinon, à ceux qui sont à l'entour de notre personne. »

.